# بوريس موروكوف
بوريس موروكوف (بالإنجليزية: Boris Morukov)‏‏ (1 أكتوبر 1950 في موسكو - 1 يناير 2015 في موسكو) طبيب، ورائد فضاء من الاتحاد السوفيتي.

## الجوائز
- ميدالية ترتيب الاستحقاق الوطني في روسيا الدرجة الثانية  [لغات أخرى]‏
- وسام الاستحقاق في استكشاف الفضاء
- Pilot-Cosmonaut of the Russian Federation [الإنجليزية]‏
- ميدالية ترتيب الاستحقاق الوطني في روسيا  [لغات أخرى]‏
- ميدالية الرحلة الفضائية لناسا  [لغات أخرى]‏
- شهادة الامتياز الرئاسية للاتحاد الروسي  [لغات أخرى]‏

## الروابط الخارجية
- بوريس موروكوف على الموقع الرسمي الأكاديمية الروسية للعلوم